# René Aubry
René Aubry   (Remiremont, 1956) és un compositor francés. És reconegut com a multiinstrumentista per la seua capacitat per mesclar harmonies clàssiques amb instruments moderns en la seua música. Aubry ha compost música per a coreografies d'artistes reconeguts com Carolyn Carlson, Pina Bausch i Philippe Genty, i també ha participat en diverses bandes sonores.

## Discografia
- 1983 - René Aubry
- 1987 - Airs dans l'air
- 1988 - Libre parcours
- 1989 - Dérives (para Philippe Genty)
- 1990 - Steppe (para Carolyn Carlson)
- 1991 - La Révolte des enfants
- 1993 - Après la pluie
- 1994 - Killer Kid
- 1995 - Ne m'oublie pas (para Philippe Genty)
- 1997 - Signes
- 1998 - Plaisirs d'amour
- 2001 - Invités sur la terre
- 2003 - Seuls au monde
- 2004 - Projection privée (para la película Malabar Princess)
- 2006 - Mémoires du futur
- 2008 - Play Time
- 2011 - Refuges
- 2013 - Room on the Broom
- 2013 - Forget me not
- 2014 - Days
- 2015 - Now
- 2015 - Stick man
- 2017 - Chaos
- 2018 - Petits sauts délicats avec grand écart